# Michael Williams (Schauspieler)
Michael Leonard Williams (* 9. Juli 1935 in Liverpool, England; † 11. Januar 2001 in London, England) war ein britischer Schauspieler.

## Leben

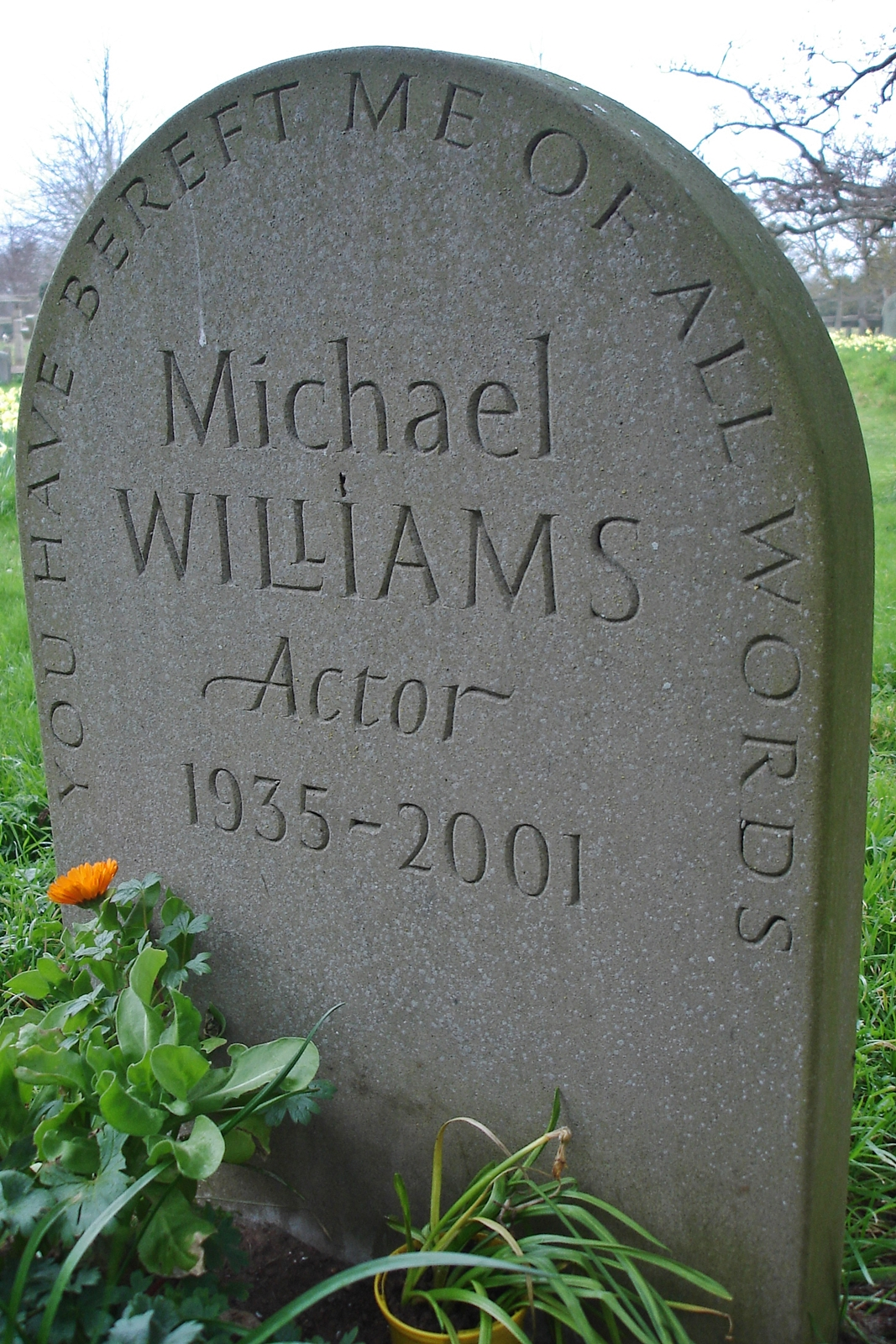
Grabstein des Schauspielers auf dem Friedhof St. Leonards, Charlecote, Warwickshire

Michael Williams wuchs in einer katholischen Familie auf. Er besuchte das St Edward’s College und arbeitete anschließend als Krankenpfleger, bevor er zum Theater ging. Er wirkte unter anderem als Nebendarsteller in Filmen wie Rita will es endlich wissen und Henry V. mit. Er war auch als Sprecher für Hörspiele tätig, unter anderem sprach er von 1989 bis 1998 den Doktor Watson in einer BBC-Hörspieladaption von Sherlock Holmes.
Williams war von 1971 bis zu seinem Tod mit seiner Schauspielkollegin Judi Dench verheiratet. Sie spielten mehrfach gemeinsam, darunter von 1981 bis 1984 in der Sitcom A Fine Romance als verheiratetes Ehepaar. Die gemeinsame Tochter Finty Williams ist ebenfalls Schauspielerin. Michael Williams starb im Januar 2001 im Alter von 65 Jahren an Lungenkrebs.

## Filmografie (Auswahl)
- 1961: The Happiest Days of Your Life (Fernsehfilm)
- 1962: Der Prozeß der Jeanne d’Arc (Procès de Jeanne d’Arc)
- 1967: Die Verfolgung und Ermordung Jean-Paul Marats (The Persecution and Assassination of Jean-Paul Marat)
- 1970–1990: Jackanory (Fernsehserie, 10 Folgen)
- 1971: Elisabeth I. (Elizabeth R, Miniserie, Folge 1x03)
- 1972: Ein gewisser General Bonaparte (Eagle in a Cage)
- 1974: Eine todsichere Sache (Dead Cert)
- 1980: Love in a Cold Climate (Miniserie, 8 Folgen)
- 1981: The Search for Alexander the Great (Miniserie, 4 Folgen)
- 1981–1984: A Fine Romance (Fernsehserie, 26 Folgen)
- 1982: Enigma
- 1983: Rita will es endlich wissen (Educating Rita)
- 1988: Double First (Fernsehserie, 7 Folgen)
- 1989: Henry V.
- 1992: The Torch (Miniserie, 5 Folgen)
- 1993–1994: Conjugal Rites (Fernsehserie, 13 Folgen)
- 1993–1995: September Song (Fernsehserie, 20 Folgen)
- 1997: A Dance to the Music of Time (Miniserie, 2 Folgen)
- 1999: Tee mit Mussolini (Tea with Mussolini)
- 1999: Kampf der Kobolde – Die Legende einer verbotenen Liebe (The Magical Legend of the Leprechauns, Miniserie, 2 Folgen)